# Drapeau de la ville de Bogota
Le drapeau de la ville de Bogota (Colombie) fut officiellement adopté le 9 octobre 1952.
Le drapeau porte les couleurs jaune et rouge :
- le jaune représente la justice, la miséricorde et la bonté ;

- le rouge représente la liberté, la santé et la charité.